# Решетилівка (станція)
Решетилівка — проміжна залізнична станція 3-го класу Полтавської дирекції Південної залізниці на лінії Ромодан —Полтава-Південна між станціями Братешки (11 км) та Уманцівка (10 км). Розташована в селищі Покровське Полтавського району Полтавської області, за 10 км від однойменного міста.

## Історія
Станція відкрита 1901 року при прокладанні залізниці Київ — Полтава.
На початку XX століття станцію очолювали у:
- 1903—1907 роках — Гліб Костянтинович Гнатівський[1][2][3];
- 1913—1916 роках — Федір Андрійович Шоламов[4][5][6][7].

## Пасажирське сполучення
На станції зупиняються приміські поїзди напрямку Гребінка — Полтава-Південна — Огульці та нічний швидкий поїзд «Максим Яровець» № 138/137 сполученням Хмельницький — Лисичанськ